# 2015년 한국시리즈

2015년 KBO 한국시리즈 로고.

2015 타이어뱅크 KBO 한국시리즈는 2015년 10월 26일부터 10월 31일까지 정규시즌 1위 삼성 라이온즈와 정규시즌 3위로 포스트시즌에 진출해 한국시리즈에 오른 두산 베어스가 7전 4선승제로 경기를 가졌다. 잠실 중립경기 규정이 적용될 마지막 한국시리즈다. 2013년 한국시리즈의 리턴 매치로 결과는 두산 베어스가 시리즈 전적 4승 1패로 삼성 라이온즈를 꺾고 통산 4번째 우승을 차지했다. 또한 2001년 한국시리즈 이후 14년만에 플레이오프 승리팀이 한국시리즈에서 우승을 차지하게 되었다. 시리즈 MVP는 14타수 8안타 1홈런 5타점 타율 0.571를 기록한 두산 베어스의 정수빈이 선정되었다.
한국야구위원회의 브랜드 아이덴디티 통합 작업에 따라 2015 시즌부터 "KBO 한국시리즈"이라는 새로운 명칭을 사용하게 되었다.

## 정규시즌
| 순위 | 구단          | 경기 | 승 | 무 | 패 | 승률  | 승차 |
| ---- | ------------- | ---- | -- | -- | -- | ----- | ---- |
| 1    | 삼성 라이온즈 | 144  | 88 | 0  | 56 | 0.611 | 0.0  |
| 2    | NC 다이노스   | 144  | 84 | 3  | 57 | 0.596 | 6.5  |
| 3    | 두산 베어스   | 144  | 79 | 0  | 65 | 0.549 | 9.0  |
| 4    | 넥센 히어로즈 | 144  | 78 | 1  | 65 | 0.545 | 9.5  |
| 5    | SK 와이번스   | 144  | 69 | 2  | 73 | 0.486 | 18.0 |
| 6    | 한화 이글스   | 144  | 68 | 0  | 76 | 0.472 | 20.0 |
| 7    | KIA 타이거즈  | 144  | 67 | 0  | 77 | 0.465 | 21.0 |
| 8    | 롯데 자이언츠 | 144  | 66 | 1  | 77 | 0.462 | 21.5 |
| 9    | LG 트윈스     | 144  | 64 | 2  | 78 | 0.451 | 23.0 |
| 10   | kt 위즈       | 144  | 52 | 1  | 91 | 0.364 | 35.5 |

## KBO 포스트시즌 대진표
|  | 와일드카드 결정전 | 와일드카드 결정전 | 와일드카드 결정전 |  |  | 준플레이오프 | 준플레이오프  | 준플레이오프 |  |  | 플레이오프 | 플레이오프  | 플레이오프 |  |  | 한국시리즈 | 한국시리즈    | 한국시리즈 |
|  |                   |                   |                   |  |  |              |               |              |  |  |            |             |            |  |  |            |               |            |
|  |                   |                   |                   |  |  |              |               |              |  |  |            |             |            |  |  | 1          | 삼성 라이온즈 | 1          |
|  |                   |                   |                   |  |  |              |               |              |  |  | 2          | NC 다이노스 | 2          |  |  | 3          | 두산 베어스   | 4          |
|  |                   |                   |                   |  |  | 3            | 두산 베어스   | 3            |  |  | 3          | 두산 베어스 | 3          |  |  |            |               |            |
|  | 4                 | 넥센 히어로즈     | 1(+1)             |  |  | 4            | 넥센 히어로즈 | 1            |  |  |            |             |            |  |  |            |               |            |
|  | 5                 | SK 와이번스       | 0                 |  |  |              |               |              |  |  |            |             |            |  |  |            |               |            |

### 와일드카드전
사상 처음으로 시행된 와일드카드전에서는 4위 넥센 히어로즈와 5위 SK 와이번스가 만났고, 연장 11회 접전 끝에 넥센 히어로즈가 SK 와이번스의 유격수 김성현의 끝내기 실책으로 5:4로 승리하면서 1승의 어드밴티지를 얻은 4위 넥센이 한 경기만 치르고 준플레이오프에 진출하게 되었다. 와일드카드전 MVP로는 3타수 2안타 1타점 1득점으로 연장 11회말 동점 적시 2루타와 끝내기 득점을 기록한 넥센의 브래드 스나이더가 선정되었다.

### 준플레이오프
준플레이오프에서는 정규시즌 3위 두산 베어스와 와일드카드전에서 승리한 4위 넥센 히어로즈가 2013년 준플레이오프 이후 2년 만에 다시 만나 5전 3선승제의 승부를 겨루었다. 두산 베어스가 1, 2차전을 승리하고 3차전에서 패하였지만 4차전에서 9:2로 뒤지던 경기를 11:9로 역전승하면서 시리즈 전적 3승 1패로 넥센 히어로즈를 꺾고 2년 만에 플레이오프에 진출하였다. 시리즈 MVP는 준플레이오프 3경기에서 1승 2세이브를 기록한 두산 베어스의 마무리 투수 이현승에게 돌아갔다.

### 플레이오프
플레이오프에서는 정규시즌 2위 NC 다이노스와 준플레이오프에서 승리한 3위 두산 베어스가 5전 3선승제의 승부를 겨루었다. 두산 베어스가 1차전을 승리하고 2, 3차전에서 패하여 NC가 한국시리즈에 가는듯 하였지만, 4, 5차전에서 연달아 승리하면서 시리즈 전적 3승 2패로 NC 다이노스를 꺾고 2년 만에 한국시리즈에 진출하였다. 시리즈 MVP는 플레이오프 1차전에서 선발로 나서 3피안타 2볼넷 6탈삼진 완봉승, 4차전에서도 선발로 나서 7이닝 무실점을 기록,2승을 챙긴 두산 베어스의 에이스 더스틴 니퍼트에게 돌아갔다.

## 출전 선수 명단
삼성 라이온즈는 윤성환, 안지만, 임창용을 엔트리에서 제외했으며 두산 베어스는 팔 통증을 호소하고 있는 앤서니 스와잭의 합류가 무산되었다.
| 팀            | 선수 명단 |
| 삼성 라이온즈 | - 감독 - 류중일 - 코치 - 김성래, 김용국, 김태한, 카도쿠라 켄, 김한수, 김평호, 김재걸, 강성우 (8명) - 투수 - 조현근, 신용운, 장원삼, 알프레도 피가로, 차우찬, 권오준, 심창민, 타일러 클로이드, 박근홍, 백정현, 정인욱, 김기태 (12명) - 포수 - 이흥련, 이지영 (2명) - 내야수 - 이승엽, 백상원, 구자욱, 채태인, 야마이코 나바로, 박석민, 김상수, 김재현 (8명) - 외야수 - 박한이, 최형우, 박해민, 배영섭, 박찬도, 최선호 (6명) |
| 두산 베어스   | - 감독 - 김태형 - 코치 - 유지훤, 권명철, 전형도, 강동우, 강인권, 강석천, 박철우, 한용덕 (8명) - 투수 - 더스틴 니퍼트, 장원준, 유희관, 이현호, 노경은, 진야곱, 오현택, 윤명준, 허준혁, 남경호, 함덕주, 이현승 (12명) - 포수 - 양의지, 최재훈 (2명) - 내야수 - 오재일, 오재원, 허경민, 김재호, 데이빈슨 로메로, 최주환, 고영민, 김동한, 홍성흔 (9명) - 외야수 - 김현수, 정수빈, 민병헌, 박건우, 장민석 (5명)                 |

## 경기 기록
| 일시                                                              | 경기  | 원정팀(선공)  | 스코어 | 홈팀(후공)    | 개최 구장             | 개시 시각 | 관중수   | 경기 MVP               |
| ----------------------------------------------------------------- | ----- | ------------- | ------ | ------------- | --------------------- | --------- | -------- | ---------------------- |
| 10월 26일(월)                                                     | 1차전 | 두산 베어스   | 8 - 9  | 삼성 라이온즈 | 대구시민운동장 야구장 | 18시 30분 | 10,000명 | 차우찬 (삼성 라이온즈) |
| 10월 27일(화)                                                     | 2차전 | 두산 베어스   | 6 - 1  | 삼성 라이온즈 | 대구시민운동장 야구장 | 18시 30분 | 10,000명 | 니퍼트 (두산 베어스)   |
| 10월 29일(목)                                                     | 3차전 | 삼성 라이온즈 | 1 - 5  | 두산 베어스   | 서울종합운동장 야구장 | 18시 30분 | 25,000명 | 장원준 (두산 베어스)   |
| 10월 30일(금)                                                     | 4차전 | 삼성 라이온즈 | 3 - 4  | 두산 베어스   | 서울종합운동장 야구장 | 18시 30분 | 25,000명 | 민병헌 (두산 베어스)   |
| 10월 31일(토)                                                     | 5차전 | 삼성 라이온즈 | 2 - 13 | 두산 베어스   | 서울종합운동장 야구장 | 14시 00분 | 25,000명 | 유희관 (두산 베어스)   |
| 우승 : 두산 베어스 (4번째), 한국시리즈 MVP : 정수빈 (두산 베어스) |       |               |        |               |                       |           |          |                        |

## 한국시리즈 경기 결과

### 1차전
2015년 10월 26일 - 대구시민운동장 야구장 📽️
| 팀 | 1 | 2 | 3 | 4 | 5 | 6 | 7 | 8 | 9 | R | H  | E | B |
| 두산 베어스 | 2 | 3 | 0 | 1 | 0 | 2 | 0 | 0 | 0 | 8 | 13 | 1 | 6 |
| 삼성 라이온즈 ◄ | 0 | 0 | 2 | 2 | 0 | 0 | 5 | 0 | X | 9 | 11 | 0 | 4 |
| 승리 투수: 백정현 패전 투수: 이현승 세이브: 차우찬 홀드: 노경은 홈런: 두산 – 허경민(알프레도 피가로 상대 1회 1점) 삼성 – 박석민(유희관 상대 4회 1점), 야마이코 나바로(함덕주 상대 7회 3점) |   |   |   |   |   |   |   |   |   |   |    |   |   |

- 애국가 : 가수 김재중
- 시구 : 이종명 (예비역 대령)
- 1차전 MVP: 삼성 차우찬 - 1⅔이닝 1사사구 무실점 4K (투구수: 26개), 세이브

1차전 선발로 두산은 유희관이, 삼성은 알프레도 피가로가 각각 등판하였다. 두산의 유희관의 경우 이 등판이 2015시즌 삼성전 첫 등판이다.
1차전의 기선 제압은 두산이 먼저했다. 1회초 1사 후 허경민의 솔로 홈런(비거리: 120m)으로 선취득점에 성공한 두산은 이후 민병헌, 김현수, 양의지의 연속 3안타로 1점을 더 추가하였고 2회초에는 1사 후 삼성 선발 알프레도 피가로가 8구 연속 볼을 던지며 오재일과 김재호의 스트레이트 볼넷으로 만들어진 1사 1,2루에서 정수빈의 2루타와 허경민의 2타점 적시타로 3점을 더 추가하였고 4회초에도 1사 후 연속 3안타로 1점을 내면서 삼성 선발 알프레도 피가로를 강판시켰다.
그러나 삼성도 3회들어 반격에 나서기 시작했다. 3회말 삼성은 선두타자 이지영의 안타, 김상수의 2루타, 박한이의 안타로 2점을 추격했고 4회말에는 선두타자 박석민이 유희관의 공을 밀어쳐서 우측담장을 넘기는 솔로 홈런(비거리: 105m)을 작렬 시켰고, 이승엽의 타구가 두산 좌익수 김현수와 유격수 김재호의 실책성 플레이로 2루타를 만든 뒤 채태인의 적시타로 6:4까지 추격하는데 성공했다.
그러자 두산은 4회 1사부터 던진 삼성 박근홍을 상대로 6회말에 김재호의 볼넷 그리고 정수빈의 희생번트 때 몸에 맞는 공으로 무사 1,2루 찬스를 잡았다. 여기서 정수빈의 몸에 맞는 공 상황에서 판정 시비로 경기가 잠시 중단되었다. 그 뒤 허경민의 희생 번트와 민병헌의 볼넷으로 만들어진 1사 만루에서 김현수가 2타점 적시타를 때려내며 8:4까지 달아나는데 성공했다. 이러한 타선의 득점 지원을 바탕으로 두산 선발 유희관은 4실점 했으나 6회까지 버티면서 승리투수 요건을 갖췄다.
하지만, 삼성은 7회말 박한이의 안타로 유희관을 마운드에서 내렸고 대타 배영섭이 바뀐 투수 함덕주로부터 몸에 맞는 공을 얻어내면서 무사 1,2루 찬스를 잡았고 뒤이어 야마이코 나바로가 풀카운트 승부 끝에 중앙 담장을 넘기는 3점 홈런(비거리: 130m)을 작렬시키면서 8:7 1점차로 두산을 압박해 오기 시작했다.
이 후 계속된 7회말 상황에서 박석민의 볼넷으로 만들어진 1사 1루에서 두산은 노경은이 올라와 이승엽을 뜬공 처리한 뒤 두산은 채태인상대로 볼카운트 1볼 1스트라이크 상황에서 마무리 이현승을 조기 투입시키는 다시 한 번의 승부수를 띄웠으나. 채태인의 안타와 폭투로 만들어진 2사 2,3루에서 이지영의 투수 땅볼 타구때 이현승의 송구를 두산 1루수 오재일이 놓치는 치명적인 실책을 저지르면서 2득점에 성공해 삼성이 7회말 대거 5득점을 하여 마침내 경기를 뒤집는데 성공한다.
삼성은 이 후 8회초 1사후 올라온 심창민이 연속 안타로 위기를 맞았으나 차우찬이 김현수를 3구 삼진으로, 양의지를 3루수 직선타로 처리하면서 위기를 넘겼다. 그리고 9회초에 올라온 차우찬은 홍성흔과 대타로 나선 데이빈슨 로메로를 모두 삼진으로 돌려세웠고 2사 후 박건우에게 볼넷을 허용했으나 고영민을 삼진 처리하면서 경기를 매조지었다. 삼성 라이온즈가 1차전을 극적인 대역전승으로 장식하는 순간이었다.
삼성은 알프레도 피가로가 6실점으로 내려간 후 박근홍이 2실점 했으나 이 후 권오준, 백정현, 심창민, 차우찬이 무실점으로 이어 던지며 역전의 발판을 마련했고, 두산은 4회말의 실책성 안타로 인한 실점 7회말 수비 에러로 역전을 허용하는등 수비에서 아쉬운 모습이 보였고 특히 함덕주의 부진과 이현승이 무너졌으며 리드오프인 정수빈의 부상까지 겹치면서 잃은게 많은 1차전 경기가 되고 말았다.

### 2차전
2015년 10월 27일 - 대구시민운동장 야구장 📽️
| 팀                                         | 1 | 2 | 3 | 4 | 5 | 6 | 7 | 8 | 9 | R | H | E | B |
| 두산 베어스 ◄                              | 0 | 0 | 0 | 0 | 4 | 0 | 1 | 1 | 0 | 6 | 9 | 2 | 5 |
| 삼성 라이온즈                              | 0 | 0 | 0 | 0 | 0 | 0 | 0 | 0 | 1 | 1 | 6 | 0 | 2 |
| 승리 투수: 더스틴 니퍼트 패전 투수: 장원삼 |   |   |   |   |   |   |   |   |   |   |   |   |   |

- 애국가 : 가수 에일리
- 시구 : 안도용 (안중근 의사 증손자)
- 2차전 MVP: 두산 더스틴 니퍼트 - 7이닝 3피안타 2사사구 무실점 5K (투구수: 92개)
- 삼성 박한이, 한국시리즈 통산 최다 출전 - 60경기(종전기록: 삼성 진갑용, 59경기)
- 두산 더스틴 니퍼트, 포스트시즌 연속 최다 이닝 무실점 - 24⅓이닝(종전기록: 두산 유희관, 20⅓이닝)

2차전 선발로 두산은 더스틴 니퍼트가, 삼성은 장원삼이 각각 등판하였다.
양 팀의 선발 더스틴 니퍼트와 장원삼은 4회까지 무실점으로 틀어막으며 투수전 양상으로 전개되었다. 그러나 그 균형은 5회초 들어서 깨졌다. 5회초 두산은 1사후 오재원의 2루타와 데이빈슨 로메로의 뜬공으로 만들어진 2사 3루에서 김재호의 좌전 적시타로 선취 득점에 성공했고 이 후 허경민의 안타와 박건우의 타구가 장원삼의 발 맞고 내야 안타가 되며 맞은 2사 만루에서 민병헌의 2타점 적시타와 이어진 1-3루 찬스에서 김현수의 1타점 적시타로 5회초에만 대거 4점을 뽑아냈다.
또한 두산은 7회초 공격에서 심창민을 상대로 몸맞는공 - 희생번트 상황에서 야수선택 - 볼넷으로 만들어진 무사 만루 상황에서 민병헌의 희생플라이로 1점, 8회초에는 2사 1-2루에서 허경민의 1타점 적시타로 6:0까지 달아나는데 성공했다.
반면, 삼성은 두산선발 더스틴 니퍼트에게 7회까지 단 3안타와 2사사구 밖에 얻어내지 못하며 어려운 경기를 풀어 나갔고 8회부터 나온 이현호로부터 9회말 1사 1-3루에서 이승엽의 땅볼로 1점을 얻는데 그치고 말았다. 결국 9회말 이현호가 채태인을 삼진 처리하면서 두산이 시리즈를 원점으로 맞추고 양 팀은 잠실로 가게 되었다.

### 3차전
2015년 10월 29일 - 서울종합운동장 야구장 📽️
| 팀                                           | 1 | 2 | 3 | 4 | 5 | 6 | 7 | 8 | 9 | R | H | E | B |
| 삼성 라이온즈                                | 1 | 0 | 0 | 0 | 0 | 0 | 0 | 0 | 0 | 1 | 8 | 1 | 2 |
| 두산 베어스 ◄                                | 0 | 0 | 0 | 2 | 1 | 2 | 0 | 0 | X | 5 | 6 | 0 | 8 |
| 승리 투수: 장원준 패전 투수: 타일러 클로이드 |   |   |   |   |   |   |   |   |   |   |   |   |   |

- 애국가 : 테너 류정필
- 시구 : 정준형 (15세, 'Dream Save' 마지막 수혜자)
- 3차전 MVP: 두산 장원준 - 7⅔이닝 6피안타 1사사구 1실점 5K (투구수: 127개)

3차전 선발로 삼성은 타일러 클로이드가, 두산은 장원준이 각각 등판 하였다.
선취점은 삼성이 먼저 뽑았다. 삼성은 1회초 구자욱의 내야 안타와 폭투 그리고 박해민의 삼진으로 만들어진 1사 2루에서 야마이코 나바로의 적시타로 선취점을 뽑는데 성공했다. 이 후 삼성 선발 타일러 클로이드는 1회와 2회 연속 병살타 유도와 3회 만루 위기를 넘어가면서 무실점으로 막고 있었다.
반면에 두산은 1회말과 2회말 병살타가 나오고 3회말에는 만루찬스를 살리지 못해 답답한 경기를 풀어갔으나 4회말 김현수와 양의지의 연속 볼넷과 오재원의 희생 번트로 만들어진 1아웃 주자 2-3루 상황에서 박건우가 2타점 중전 적시타를 치면서 경기를 뒤집는데 성공한다. 뒤이어 5회말 두산은 정수빈의 2루타와 허경민의 몸에 맞는 공, 1사 후 김현수의 고의 사구로 만들어진 만루 찬스에서 양의지가 좌익수 희생플라이를 치면서 추가점을 뽑는데 성공했다.
삼성은 추가 실점을 막기위해 6회말에 심창민을 올렸으나. 1사 후 오재일의 볼넷, 김재호의 번트 안타와 정수빈의 볼넷으로 만루 위기를 맞았는데 이 상황에서 허경민의 땅볼 타구가 병살 코스가 되는 상황에서 삼성 2루수 야마이코 나바로가 직접 베이스를 밟아 선행주자를 잡은 뒤 타자주자를 잡기 위해 1루로 던지는 과정에서 악송구가 발생하여 2실점이 되는 치명적인 실책을 저질러 두산에게 추가 득점을 헌납하고 말았다.
한편, 두산 선발 장원준은 1회초 1실점 이후 안정을 되찾으며 완벽의 가까운 피칭으로 삼성 타선을 돌려세웠고 6회초 2사 2-3루 위기도 넘어가며 포스트시즌 에서의 안정감 있는 투구를 이어갔다. 두산은 장원준이 8회 2사까지 잡게 한 후 마무리 투수 이현승이 등판 하여 경기를 매조짓게 하였다.
삼성은 9회초 대타 이승엽의 몸에 맞는공, 이지영의 안타와 김상수의 내야 안타로 2사 만루의 추격 찬스를 잡았으나 구자욱이 1루땅볼로 물러나며 추격에 실패했고 결국 두산이 시리즈 2승째를 거두며 시리즈의 리드를 잡았다.
삼성은 1회 득점 이후 장원준에게 눌리며 이렇다할 공격을 펼치지 못한데다가 추격해야 하는 상황에서 6회말 야마이코 나바로의 실책으로 2점을 내준 부분이 치명적으로 다가왔고 두산은 포스트시즌 들어 더스틴 니퍼트와 함께 장원준이 제 2선발의 역할을 완벽하게 수행하면서 선발싸움에서 다시 한 번 승리를 거둔것이 승인으로 작용했다.
이 날 경기에서는 1회말과 3회초에 두 번이나 우천으로 경기가 중단되는 일이 발생했으며 다행히 경기가 무사히 진행되었다.

### 4차전
2015년 10월 30일 - 서울종합운동장 야구장 📽️
| 팀                                                          | 1 | 2 | 3 | 4 | 5 | 6 | 7 | 8 | 9 | R | H | E | B |
| 삼성 라이온즈                                               | 0 | 3 | 0 | 0 | 0 | 0 | 0 | 0 | 0 | 3 | 9 | 1 | 4 |
| 두산 베어스 ◄                                               | 2 | 0 | 0 | 1 | 1 | 0 | 0 | 0 | X | 4 | 9 | 1 | 2 |
| 승리 투수: 노경은 패전 투수: 알프레도 피가로 세이브: 이현승 |   |   |   |   |   |   |   |   |   |   |   |   |   |

- 애국가 : 가수 옥주현
- 시구 : 김규성 (용감한 시민)
- 4차전 MVP: 두산 민병헌 - 3타수 3안타 1타점(결승타) 1득점
- 두산 허경민, 단일 포스트시즌 최다 안타(23안타)

4차전 선발로 삼성은 알프레도 피가로가, 두산은 이현호가 각각 등판 하였다. 알프레도 피가로는 1차전 등판 뒤 3일 휴식후 등판이며 이현호는 이번 포스트시즌 두 번째 선발 등판 경기를 가졌다.
4차전의 선취점은 두산이 먼저 뽑았다. 두산은 1회말 정수빈의 볼넷과 허경민의 내야 안타 민병헌의 희생번트로 만든 1사 2-3루 상황에서 김현수의 타구를 삼성 1루수 구자욱이 몸을 날려 잡아 베이스를 터치한 뒤에 홈 송구하는 과정에서 송구 실책이 발생하며 두산이 2득점에 성공했다.
그러나 삼성이 2회초 박석민이 내야안타와 두산 3루수 허경민의 송구실책으로 2루까지 진루했고 이승엽의 안타로 만들어진 무사 1-3루에서 폭투가 발생해 1점 추격했고 계속해서 박한이의 볼넷, 이지영의 희생번트, 김상수의 삼진으로 이어진 2사 2-3루에서 구자욱의 2타점 적시타로 삼성이 역전에 성공하였다. 이에 두산은 2사 1루 배영섭 타석에서 볼카운트 1볼 노 스트라이크 상황에서 노경은으로 투수를 교체했고 이후 삼성 타선을 잠재우며 두산은 역전을 노릴 수 있게 되었다.
두산은 4회말 민병헌과 김현수의 연속안타로 나온 무사 1-3루 상황에서 양의지의 병살타로 3루주자가 들어오며 동점을 만들었다. 계속해서 두산은 5회말 공격에서 2사 후 연속 안타로 1-2루 찬스를 잡았다. 이에 삼성은 차우찬을 조기 투입 시켜 승부수를 띄었으나. 민병헌이 삼성 3루수 박석민의 글러브에 맞고 외야로 흐르는 1타점 2루타를 작렬시키며 두산이 차우찬 카드를 무위로 돌려놓으며 역전에 성공한다.
반면 삼성은 노경은에게 꽁꽁 묶이며 어려운 경기를 했다. 특히 6회초 무사 1-2루 찬스가 최형우의 내야 뜬공과 박석민의 병살타로 날아갔고, 7회초 이승엽의 안타와 대주자 박해민의 도루로 만든 무사 2루찬스도 살리는데 실패했다.
한편, 노경은은 2회 2사부터 올라와 5.2이닝을 무실점으로 틀어막았고 8회초 1사 1루 야마이코 나바로상대로 볼카운트 1볼 1스트라이크에서 마무리 이현승에게 마운드를 넘겼다. 이현승은 8회초 남은 아웃카운트 잘 막은 뒤 9회초에 마운드에 올랐으나 1사후 박해민 - 박한이 - 이흥련의 연속 3안타로 만루 위기를 맞았다. 그러나 이현승은 김상수에게 3루 땅볼을 유도해 두산 3루수 허경민이 홈송구로 실점을 막았고 구자욱을 유격수 땅볼로 처리하여 경기를 매조지었다.
두산은 5회말 동점상황에서 2사후 3연속 안타로 역전하는 집중력을 보여주었고 특히 아웃카운트로 끊어가는게 아닌 타자와 승부하는 도중 볼카운트에 따라 투수를 교체하는 반박자 빠른 교체로 승리를 따낸 반면 삼성은 차우찬을 길게 던지게 하며 역전을 노렸으나 2회 2사부터 노경은, 8회 1사부터 이현승의 구위에 눌리는 등 찬스를 놓치면서 어려운 경기를 펼치고 말았다. 두산은 4차전도 가져가면서 2001년 한국시리즈 이후 14년만에 한국시리즈 우승까지 단 1승만을 남겨두게 되었다.

### 5차전
2015년 10월 31일 - 서울종합운동장 야구장 📽️
| 팀                                                                           | 1 | 2 | 3 | 4 | 5 | 6 | 7 | 8 | 9 | R  | H  | E | B |
| 삼성 라이온즈                                                                | 0 | 0 | 0 | 1 | 0 | 0 | 1 | 0 | 0 | 2  | 9  | 0 | 2 |
| 두산 베어스 ◄                                                                | 2 | 0 | 5 | 0 | 2 | 0 | 3 | 1 | X | 13 | 17 | 0 | 8 |
| 승리 투수: 유희관 패전 투수: 장원삼 홈런: 두산 – 정수빈(신용운 상대 7회 3점) |   |   |   |   |   |   |   |   |   |    |    |   |   |

- 애국가 : 잠실여자고등학교 합창단
- 시구 : 박광식 (환경미화원)
- 5차전 MVP: 두산 유희관 - 6이닝 5피안타 2사사구 2실점 1K (투구수: 90개)
- 한국시리즈 MVP : 두산 정수빈 - 타율 .571(14타수 8안타 1홈런 5타점), 기자단 투표 66표 중 41표 득표

5차전 선발로 삼성은 장원삼이, 두산은 유희관이 각각 등판 하였다.
5차전은 두산이 먼저 기선을 제압하였다. 두산은 1회말 2사후 민병헌과 김현수의 연속 안타와 양의지의 2타점 2루타로 2득점을 뽑아냈다. 계속해서 두산은 3회말 2사 1-3루에서 박건우가 1타점 적시타를 뽑아냈다. 뒤이어 오재원의 볼넷으로 만들어진 2사만루에서 고영민의 2타점 적시타로 삼성 선발 장원삼을 강판시켰고 이어진 1-3루 찬스에서 김재호가 정인욱의 초구를 공략해 1타점 좌전 적시타를 뽑아냈다. 그리고 계속 된 1-3루 상황에서 정인욱의 투구가 앞으로 바운드 볼이 될 때 3루주자 고영민이 공격적인 주루플레이로 추가득점하며 3회말에만 볼넷 2개와 안타 4개로 대거 5점을 뽑아냈다.
반면, 삼성은 3회까지 유희관에게 단 한 개의 안타도 뽑지 못하다가 4회 2사 2루에서 박석민이 우익수 키를 넘기는 1타점 2루타로 팀의 첫 안타와 첫 득점을 만들었지만 더 이상의 추격을 하는데 실패했다. 그 사이 두산은 5회말 볼넷 3개로 만들어진 1사 만루찬스에서 허경민의 땅볼로 1점, 정수빈의 1타점 적시타로 1점을 추가해 9:1까지 달아나는데 성공했다.
두산 선발 유희관은 6회까지 1실점으로 호투하고 7회초에도 마운드에 올랐으나 이승엽의 2루타와 박한이의 안타로 무사 1-3루 위기를 맞았다. 그러자 두산은 더스틴 니퍼트를 마운드에 올렸다. 이 상황에서 삼성은 이지영의 유격수 땅볼때 3루 주자가 득점 하고 대타 채태인의 안타와 구자욱의 안타로 1사 만루 찬스를 잡았으나, 배영섭이 2루수 직선타 야마이코 나바로가 삼진으로 물러나 1점 추가에 그치고 말았다.
두산은 7회말 공격에서 오재원의 안타와 오재일 볼넷, 김재호의 병살타와 허경민의 볼넷으로 만들어진 2사 1-3루에서 정수빈이 오른쪽 담장을 넘기는 3점홈런(비거리: 110m)을 작렬시키며 축포를 쏘아 올렸다. 이어서 8회말 무사 만루에서 오재원의 중견수 희생플라이로 13:2까지 달아나는데 성공했다.
두산은 더스틴 니퍼트가 2.1이닝을 막은 뒤 마무리 이현승이 2사 1루에서 배영섭을 루킹 삼진으로 처리하면서 두산 베어스가 마침내 14년만에 한국시리즈 정상에 올랐다.

## 중계 일정
2015년 한국시리즈는 다음과 같은 방송사로부터 중계방송됐다.

### TV 중계
- 1차전
  - SBS TV (캐스터:정우영, 해설:이순철)
  - SPOTV2
  - IB 스포츠
- 2차전
  - MBC TV (캐스터:한명재, 해설:허구연)
  - SPOTV2
  - IB 스포츠
- 3차전
  - KBS 2TV (캐스터:김현태, 해설:이용철)
  - SPOTV2
  - IB 스포츠
- 4차전
  - SBS TV (캐스터:정우영, 해설:이순철)
  - SPOTV2
  - IB 스포츠
- 5차전
  - MBC TV (캐스터:한명재, 해설:허구연)
  - SPOTV2
  - IB 스포츠

### 라디오 중계
- 1차전
  - KBS2-R
  - SBS-R
  - 대구MBC-R
  - TBC-R

- 2차전
  - SBS-R
  - 대구MBC-R
  - TBC-R

- 3차전
  - KBS2-R
  - 대구MBC-R
  - TBC-R

- 4차전
  - 대구MBC-R
  - TBC-R

- 5차전
  - KBS2-R
  - 대구MBC-R
  - TBC-R

## 같이 보기
- 2015년 KBO 리그
- 2015년 월드 시리즈
- 2015년 일본 시리즈